# Nanobarra

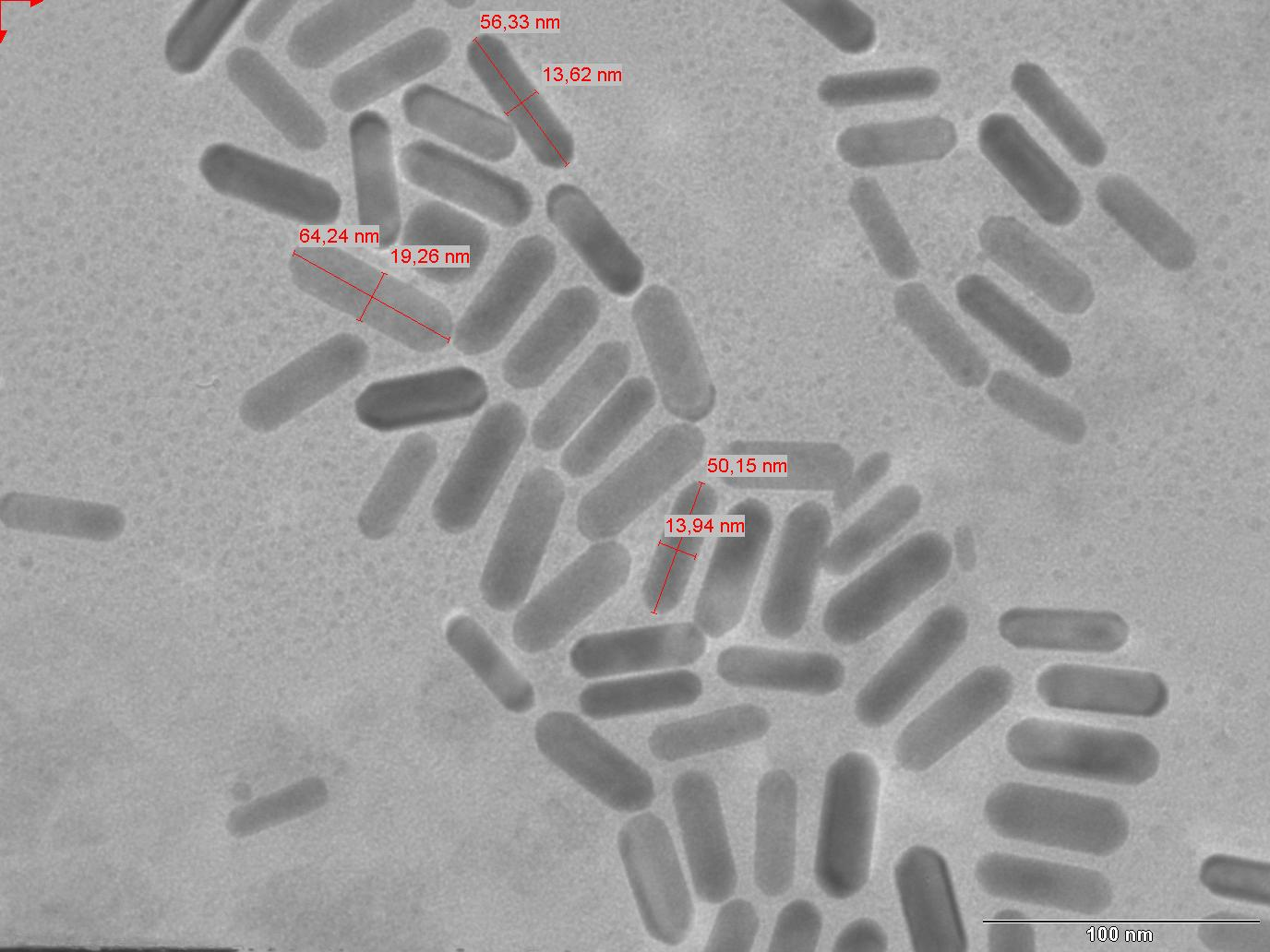
Nanobarre d'oro al microscopio elettronico

Le nanobarre (nanorod in inglese) sono una morfologia di oggetti a scala nanometrica. Ogni nanobarra misura tra gli 1 e i 100 nm. Possono essere sintetizzati a partire da metalli o materiali superconduttori per sintesi chimica.

## Applicazioni

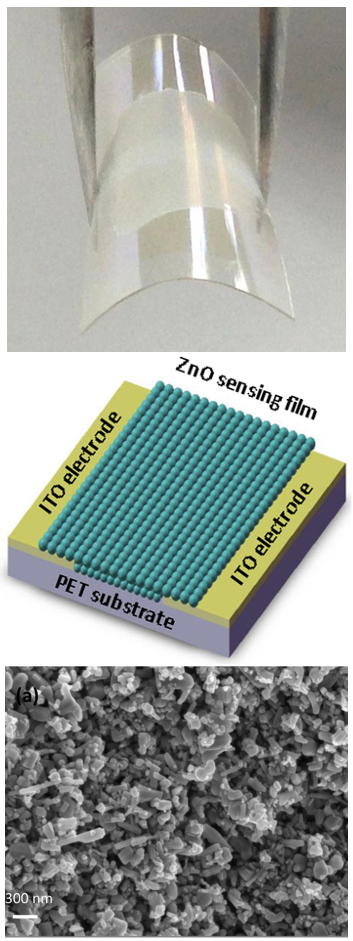
un rilevatore di gas di etanolo, basato su nanobarre di ZnO

Un potenziale applicativo delle nanobarre si trova nella tecnologia per gli schermi a causa della loro riflettività che cambia attraverso un campo elettrico che ne cambia il loro orientamento.
Un altro nei sistemi microelettromeccanici (MEMS).
Legati a nanoparticelle di metallo hanno una funzione come agenti teragnostici poiché assorbono radiazione nel vicino infrarosso.